# Anna Boersma
Anna Boersma (april 2001) is een schaatser uit Nederland.
In oktober 2021 startte zij op de 500 meter op de NK afstanden 2022 en eindigde met een persoonlijk record op de 19e plaats.
Tijdens De Zilveren Bal in 2025 reikte ze tot de halve finale en eindigde ze als derde.

## Persoonlijke records[3]
| Afstand    | Tijd    | Datum            | Baan       |
| ---------- | ------- | ---------------- | ---------- |
| 500 meter  | 38,20   | 15 februari 2025 | Heerenveen |
| 1000 meter | 1.17,50 | 28 december 2022 | Heerenveen |
| 1500 meter | 2.04,23 | 21 november 2022 | Heerenveen |
| 3000 meter | 4.45,71 | 3 maart 2018     | Heerenveen |

## Resultaten
| Jaar | NK Afstanden       | NK Sprint                |
| ---- | ------------------ | ------------------------ |
| 2022 | 19e 500m           |                          |
| 2023 | 13e 500m 16e 1000m | 12e (14e, 13e, 12e, 12e) |
| 2024 | 12e 500m 15e 1000m | 8e (8e, 9e, 5e, 7e)      |
| 2025 | 10e 500m 13e 1000m |                          |

(#, #, #, #) = afstandspositie op sprinttoernooi (500m, 1000m, 500m, 1000m).